# Замок Кіндлстоун

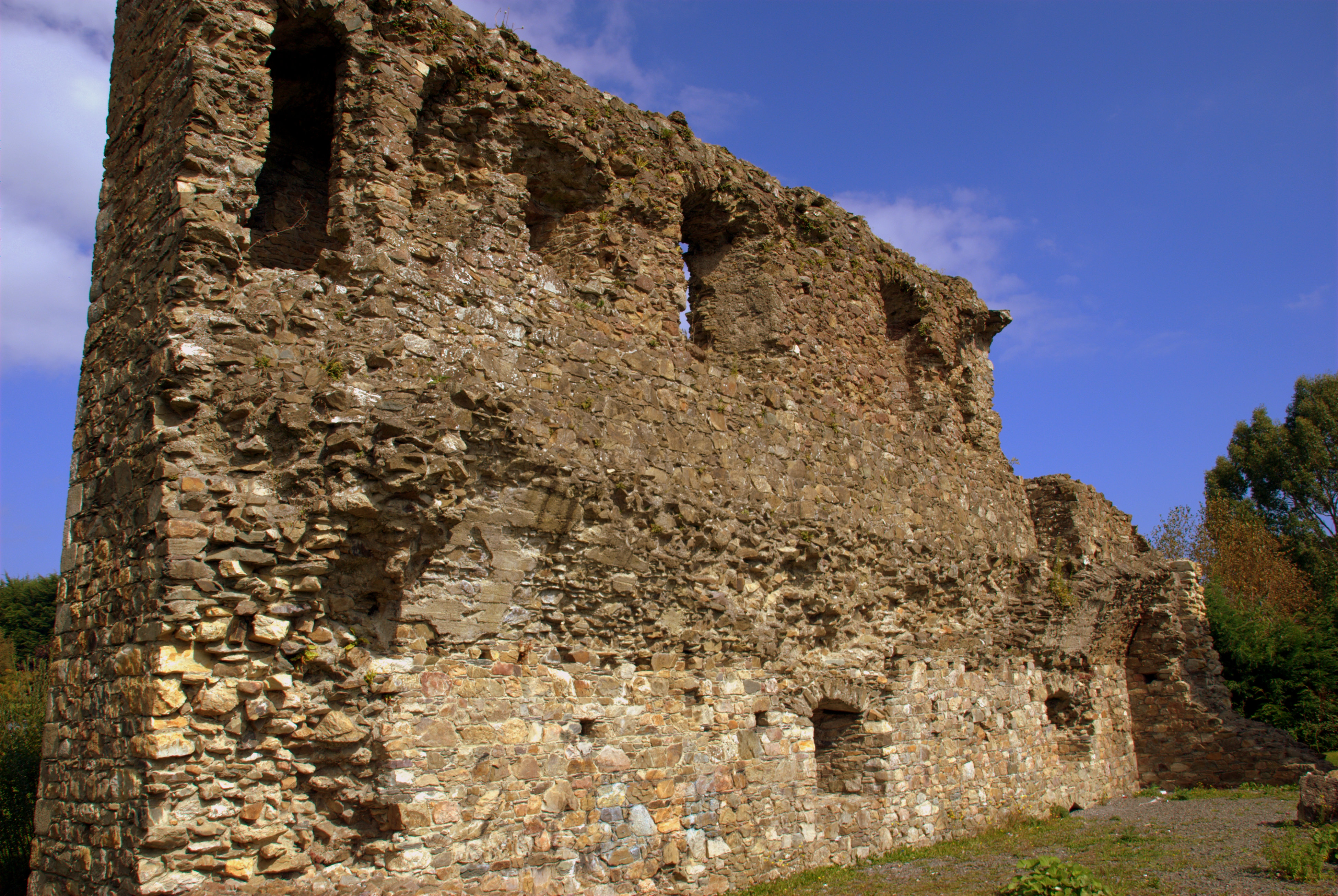
Північна стіна замку Кіндлстоун, вигляд з середини замку.

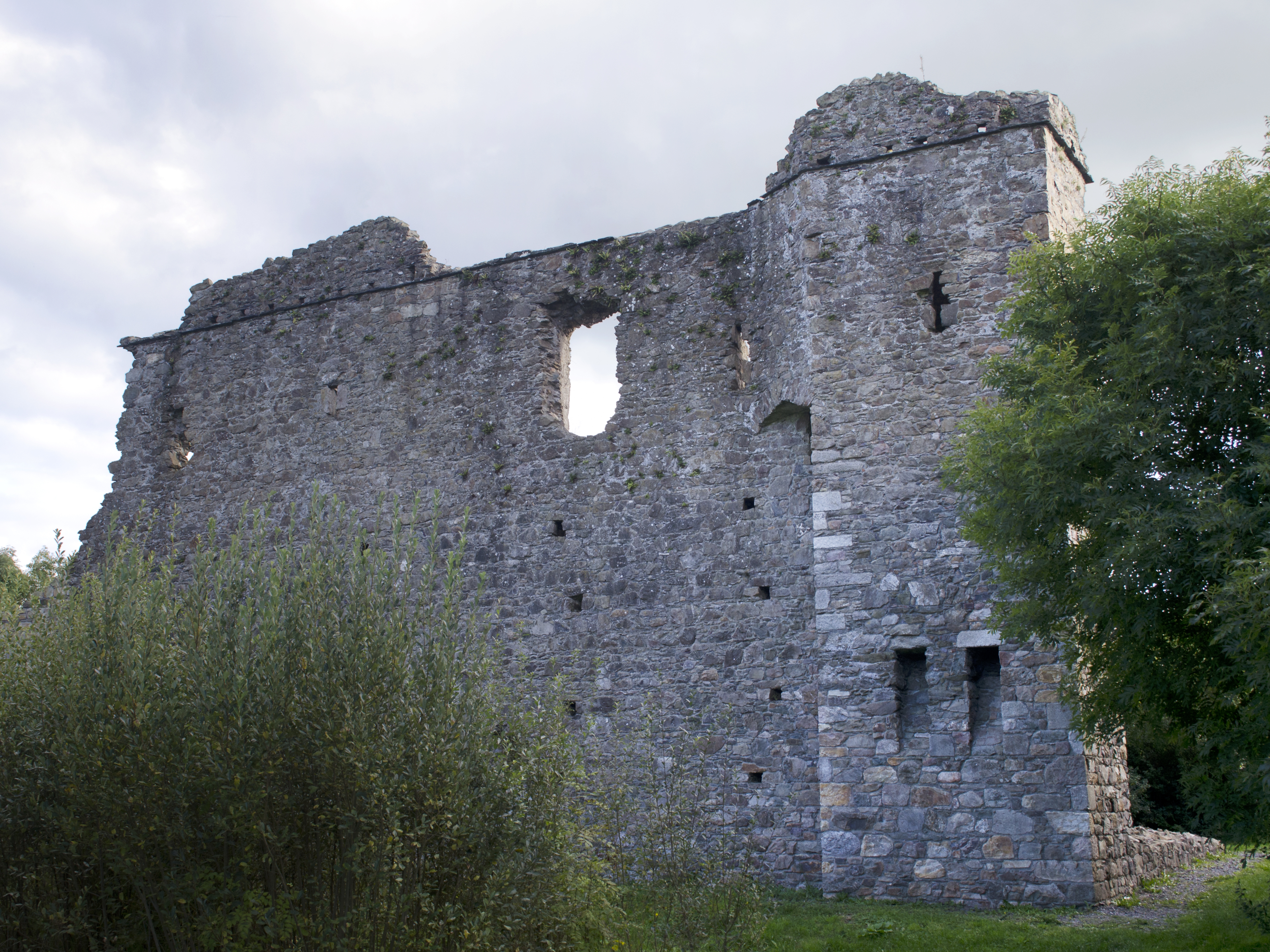
Північна стіна замку Кіндлстоун, вигляд з зовні, бійниці.

Замок Кіндлстоун (англ. Kindlestown Castle) — один із замків Ірландії, розташований у графстві Віклоу, у баронстві Делгані. Нині замок Кіндлстоун є національним монументом Ірландії — пам'яткою історії та архітектури національного значення. Замок стоїть на схилах гори Кіндлстоун-Хілл, у 1,2 милі на північ від селища Делгані, на захід від залізничної станції Грейстоунс, біля селища Дромонт.

## Історія замку Кіндлстоун
Замок Кіндлстоун збудований з дикого каменю в стратегічно важливому місці Ірландії — поблизу від Пейлу — англійської колонії в Ірландії, підступи до якої замок повинен був захищати. Назва замку походить від імені Альберта де Кенлі — шерифа Кілдера в 1301 році, аристократа норманського походження. Замок побудували наприкінці ХІІІ століття. Деякі історики пишуть, що замок побудували раніше — в 1225 році. І побудував його норманський лицар Вальтер де Бендевілл.
Сер Де Кенлі одружився з Джоан — вдовою Ральфа Джіалла Мохолмага (сера Ральфа ФітйДермота) в 1292 році і зобов'язався піклуватися про ці землі, що належали його пасинку — Джону ФітцДермоту. Сер Де Кенлі привласних частину цих земель, що можна побачити читаючи грамоту 1304 року. Він чи то побудував чи то перебудував більш давній замок в 1301 році захищаючи ці землі від нападів ірландського клану О'Бірн (Ві Бронь) (ірл. Uí Broin), що намагався повернути собі свої споконвічні землі. У 1301 році клан О'Бірн спалив вщент замок Ратдаун і повернув собі землі навколо цього замку. Ті що жили в замку Ратдаун і навколо нього знайшли притулок в замку Кіндлстоун. Але Джон ФітцДермот не мав ніяких сил і можливостей воювати з ірландцями і передав землі Ратдаун в 1305 році Найджелу Лебрену — есхетору Ірландії. Посада есхерот у середні віки означала посаду людини, що бере у володіння землі та майно покійного феодала чи короля, що не мав спадкоємців. Очевидно в ті часи Ірландію вважали країною король якої помер і не лишив спадкоємців — династія верховних королів Ірландії урвалася в ХІІ столітті, спроби ірландців відродити трон верховного короля Ірландії були марними. У 1377 році клан О'Бірн захопив замок Кіндлстоун. Проте замок потім захопив Роберт Вайкфорд — лорд-канцлер Ірландії. Пізніше замок перейшов у володіння родини Арчболд.
У 1402 році клан О'Бірн знову спробував захопити замок Кіндлстоун. Штурм замку очолив Доннаха О'Бірн — вождь клану О'Бірн, але битва закінчилась невдачею — він зазнав поразки від Арчболда. Замок Кіндлстоун і його господарі стояли міцно на ногах і процвітали протягом тривалого часу. Про це збереглися свідоцтва часів короля Англії Джеймса (Якоба) І. У 1621 році навколо замку був маєток площею 400 акрів землі, був водяний млин.
Але пізніше родина Арчболд залізла в борги. Едвард Арчболд продав замок та маєток Кіндлстоун Вільяму Брабазону — І графу Міт у 1630 році.
Нині замок лежить у повних руїнах — збереглися лише окремі стіни збудовані з дикого вапняку з бійницями та вікнами, залишки башт.